# Ringuelet
Ringuelet es una localidad del partido de La Plata en la provincia de Buenos Aires, Argentina.

## Geografía

### Ubicación
Está ubicada a 2 km al noroeste del centro de la ciudad. Se extiende desde la Avenida 520 - que lo separa de la localidad vecina de Tolosa - y hasta la calle 509 que corre paralela a las vías del tren y desde la Avenida 19 y hasta la calle 119, aunque existen gestiones de vecinos que pretenden recuperar su extensión original.

### Población
Tiene una población de 19,689 habitantes (Indec, 2010).[cita requerida]

### Sismicidad
La región responde a las subfallas «del río Paraná», y «del río de la Plata», y a la falla de «Punta del Este», con sismicidad baja; y su última expresión se produjo el 30 de noviembre de 2018 (6 años), a las 10:27 UTC-3, con una magnitud de 3,8 en la escala de Richter.
La Defensa Civil municipal debe advertir sobre escuchar y obedecer acerca de 
Área de
- Tormentas severas, algo periódicas
- Baja sismicidad, con silencio sísmico de 6 años

## Toponimia
La localidad toma su nombre del Ingeniero Augusto Ringuelet, profesional francés que llega en 1863 a la Argentina para trabajar en los Ferrocarriles. Llega a ser gerente del Ferrocarril del Oeste, realizando como ingeniero innumerables trazados y dirigiendo importantes obras en los ferrocarriles. Se instala en la ciudad de La Plata al fundarse esta en 1882. Fallece en esta ciudad el 14 de julio de 1915.
Llega a Buenos Aires con dos hijos: Valbert y Julio. Ambos viven con su padre en La Plata. El primero es padre de Raúl, investigador de la Universidad Nacional de La Plata, de Andrés, Mario, Carlos, Lucila y Ricardo. Julio, casado con Marta Seurot, es padre de Augusto, Emilio, Lucía y Adela.[cita requerida]

## Historia
Forma parte de la zona que se desarrolló en la línea del entonces Ferrocarril del Sur (luego Ferrocarril General Roca) que vincula a La Plata con Buenos Aires, al igual que Tolosa, Ringuelet, City Bell y Villa Elisa, Gonnet, Villa Castells, Seguí.
El 13 de julio de 1882 el gobierno provincial comenzó la construcción de nuevos ramales del ferrocarril que comunicaran a la nueva capital provincial con el Ferrocarril del Oeste y el Ferrocarril del Sur. La línea La Plata - Empalme Pereyra (luego Villa Elisa) se inauguró el 1 de enero de 1889.

## Personas célebres
- Adabel Guerrero: modelo, vedette.